# Wilhelm Zaisser
Wilhelm Zaisser (Gelsenkirchen, 20 juni 1893 – Berlijn, 3 maart 1958) was een Duitse communistische politicus. Verder was hij de eerste minister van Staatsveiligheid van de Duitse Democratische Republiek.

## Biografie
Op 20 juni 1893 werd Wilhelm Zaisser geboren in Rotthausen (vlak bij Gelsenkirchen), als zoon van een gendarmerie-sergeant. Van 1910 tot 1913 volgde hij een opleiding tot leraar in Essen. Vervolgens vervulde hij zijn militaire dienst, waarna hij in 1914 begon als leraar in Essen. Dit was maar voor korte periode, omdat hij van 1914 tot 1918 diende in het leger vanwege de Eerste Wereldoorlog. Hij begon als officier en werd in 1916 gepromoveerd tot luitenant.

### KPD
Na de Eerste Wereldoorlog vervolgde hij zijn carrière als leraar. Ook sloot hij zich aan bij de Unabhängige Sozialdemokratische Partei Deutschlands (USPD). In het Nederlands is USPD Onafhankelijke Sociaaldemocratische Partij van Duitsland. In 1919 was er een Nationale Vergadering waarbij de USPD zich opbrak, waarbij de linkervleugel zich aansloot bij de KPD. KPD stond voor Kommunistische Partei Deutschlands en vertaald in het Nederlands naar Communistische Partij Duitsland. Op deze wijze kwam Zaisser bij de KPD.
Tijdens de staatgreep van Kapp-Lüttwitz in 1920 was Zaisser een van de militaire leiders van het zogenaamde Rode Ruhr-leger. Omdat hij betrokken was bij de staatsgreep, werd hij in januari 1921 door de speciale militaire rechtbank veroordeeld tot vier maanden gevangenisstraf. Ook werd hij ontslagen als leraar. Toen hij weer vrijkwam in april, werd hij partijfunctionaris van de KPD. Hij werkte als redacteur van de "Ruhr-Echo" in Essen en vervolgens bij de "Bergische Volksstimme" in Barmen.
In 1922 werd hij lid van het districtsbestuur, en vanaf oktober maakte hij onderdeel uit van het Reichsleitung van de "Union der Hand- und Kopfarbeit" (Nederlands: Unie van hand- en hersenwerkers). Ook trouwde hij dit jaar met lerares Else Knipp. Vanaf augustus 1923 was hij militair directeur van de KPD in het Ruhrgebied. In 1923 en 1924 was hij ook lid van het KPD-districtsmanagement in het Ruhrgebied. Verder nam hij in maart tot juni 1924 deel aan een cursus op de militair-politieke school van de Communist International (Comintern) in Moskou. Vervolgens werd hij hoofd van het militair-politieke apparaat van de KPD-district Opper-West (Rijnland en Westfalen).

### Sovjet-Unie
In 1925 en 1926 werkte Zaisser voor de Russische militaire inlichtingendienst (GRU) in Marokko en Syrië, gevolgd door een jaar in Moskou. Vervolgens werkte hij in 1926 en 1927 als medewerker in het centrale militaire politieke apparaat van de KPD in Berlijn. Hij was namelijk verantwoordelijk voor de opleiding van het militair beleid in de Zentralkomitee (ZK). Zaisser werd in 1927 werknemer van de Comintern in Moskou. Verder was hij van 1927 tot 1930 namens de GRU in China, als militair adviseur van de Kuomintang in Mantsjoerije. Vervolgens werkte Zaisser van 1930 tot 1932 in Praag als instructeur voor het Uitvoerend Comité van de Communistische Internationale in Tsjecho-Slowakije.
Vanwege zijn werk in China en Tsjecho-Slowakije verdiende hij een lidmaatschap in de Vereinigten Kommunistischen Partei (Bolsjewieken); de voorganger van de KPSS. KPSS staat voor Kommoenistitsjeskaja partija Sovetskogo Sojoeza en vertaald in het Nederlands naar Communistische Partij van de Sovjet-Unie (CPSU). Vervolgens werkte Zaisser van 1932 tot 1936 als leraar aan de Militaire Politieke School in Bakowka (vlak bij Moskou). Tegelijkertijd gaf hij les aan de Internationale Lenin School in Moskou. In 1936 reisde Zaisser af naar Spanje. Aanvankelijk werkte hij als militair adviseur van het 5e regiment van het Spaanse Volksleger. Vervolgens werd hij in november gepromoveerd tot brigadegeneraal van de XIII Internationale brigade in de burgeroorlog. In juli 1937 werd hij overgeplaatst naar het hoofdkwartier van de Interbrigades in Albacete, waar hij de leiding van de opleiding op de KPD-school verkreeg. Vervolgens werd hij eind 1937 commandant van alle pro-Republikeinse internationale troepen die in Spanje opereerden vanwege de Spaanse Burgeroorlog.
Zaisser keerde in 1938 weer terug naar Moskou, eerst als redacteur, daarna als hoofdredacteur van de Duitse afdeling in de uitgeverij voor anderstalige literatuur. Verder ontving hij in 1940 het Sovjet burgerschap. Na de Duitse invasie van de USSR (in 1941) werd hij tot 1943 overgeplaatst naar het politieke hoofdkwartier van het Rode Arbeiders- en Boerenleger. Van 1943 tot 1947 was hij werkzaam bij het Centraal Comité van de CPSU. Ook was hij vanaf 1943 lid van een commissie van het Politiek Bureau van de KPD, welke richtlijnen opstelde voor de naoorlogse politiek van de Duitse sector. De richtlijnen hadden betrekking op "anti-fascistische training" voor Duitse krijgsgevangenen in de USSR.

### Politicus

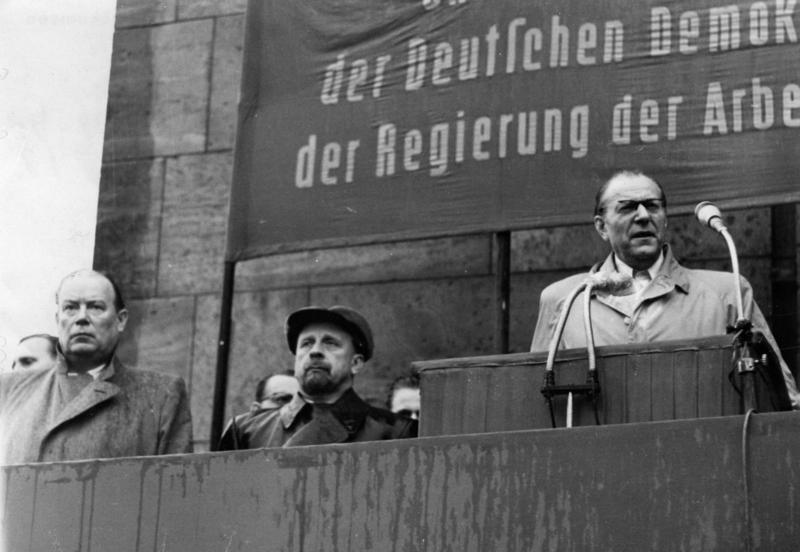
Zaisser (links) naast Ulbricht (midden)

In 1947 keerde Zaisser, met zijn vrouw Elisabeth, terug naar Oost-Duitsland en sloot hij zich aan bij de Sozialistische Einheitspartei Deutschlands (SED). SED vertaalt in het Nederlands naar Socialistische Eenheidspartij van Duitsland. Verder was Zaisser in 1948 hoofd van de staatsautoriteit van de politie van Saksen-Anhalt, in de gemeente Halle. Zijn carrière als politicus begon hierna algauw, in 1948 werd hij minister van Binnenlandse Zaken en vice-minister-president van Saksen-Anhalt. Ook werkte Zaisser in 1950 aan militaire en tactische kwesties bij het Marx-Engels-Lenin-Stalin Instituut, een faciliteit waar maar weinig niet-Sovjets toegang tot hadden. Verder was hij van 1950 tot juli 1953 onderdeel van het Politburo van het Centraal Comité van SED. Ook was Zaisser van 1949 tot 1954 vertegenwoordiger in de Volkskammer. In 1948 en 1949 was dit als minister van Binnenlandse Zaken van de deelstaat Saksen, gevolgd door vicepremier en vicepresident van de Duitse regering van binnenlandse zaken. Vervolgens werd hij minister van Staatsveiligheid met de oprichting van de MfS.
Na de dood van Sovjetleider Jozef Stalin in maart 1953, wilde Moskou de Oost-Duitse partijleider Walter Ulbricht vervangen. Zaisser werd beschouwd als de potentiële kandidaat. De onderdrukking van de volksopstand op 17 juni leidde echter tot een tegenreactie, wat de positie van Ulbricht veilig stelde. Vervolgens maakte Ulbricht gebruik van zijn macht en verwijderde hij Zaisser en andere potentiële bedreigingen van het nationale leiderschap. Vandaar dat Zaisser in juli 1953 gedwongen werd zijn ambt neer te leggen. Wel werd hem in 1953 de Karl Marx-orde uitgereikt. Uiteindelijk werd Zaisser verbannen uit het Politbureau en het Centraal Comité vanwege "anti-partij fractionele activiteit" en ontslagen als minister. Ook werd Zaisser ervan beschuldigd dat hij tijdens de opstand van juni 1953 niet voldoende gebruik had maakt van de kracht van de Stasi. Zaisser werd van al zijn posten ontdaan en geclassificeerd als een vijand van het volk. Verder werd hij in januari 1954 verbannen uit de SED. Voor de rest van zijn leven werkte hij als vertaler bij Dietz-Verlag en aan het Instituut voor Marxisme-Leninisme (IML) in Oost-Berlijn. Op 3 maart 1958 stierf hij in vergetelheid in Oost-Berlijn.